# حق اقتراع السود في الولايات المتحدة

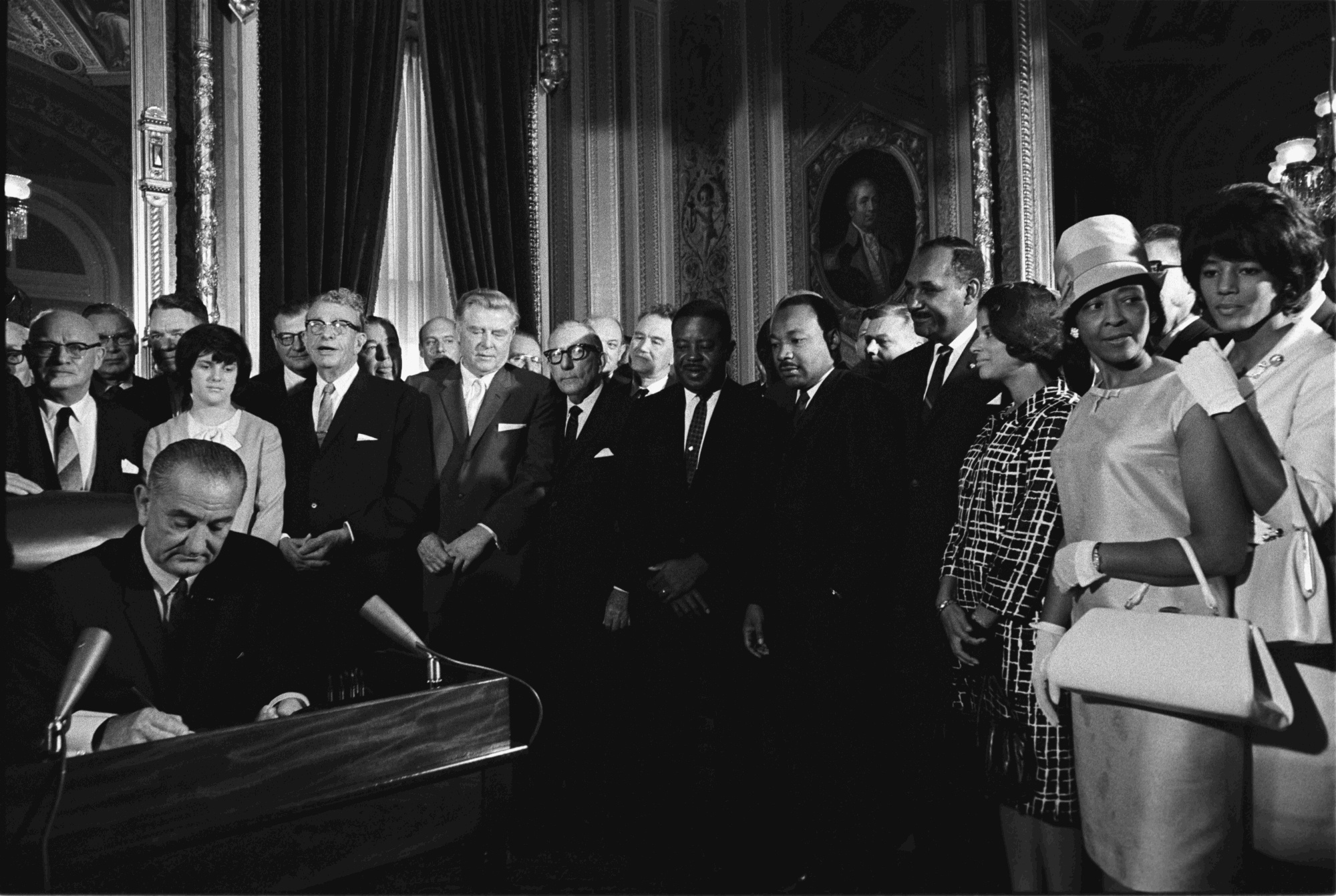
ليندون جونسون يوقع قانون حقوق التصويت لعام 1965

شهد تاريخ حق الاقتراع الأسود في الولايات المتحدة، أو حق الأمريكيين الأفارقة في التصويت في الانتخابات، العديد من الإنجازات والنكسات. قبل الحرب الأهلية وتعديلات إعادة الإعمار على دستور الولايات المتحدة، كان لبعض السود في الولايات المتحدة الحق في التصويت، لكن هذا الحق غالبًا ما يتم اختصاره أو إبعاده. بعد عام 1870، كان السود متساوين نظريًا أمام القانون، ولكن في الفترة ما بين نهاية حقبة إعادة الإعمار وإقرار قانون الحقوق المدنية لعام 1964، تم انتهاك هذا كثيرًا من الناحية العملية.

## خلفية

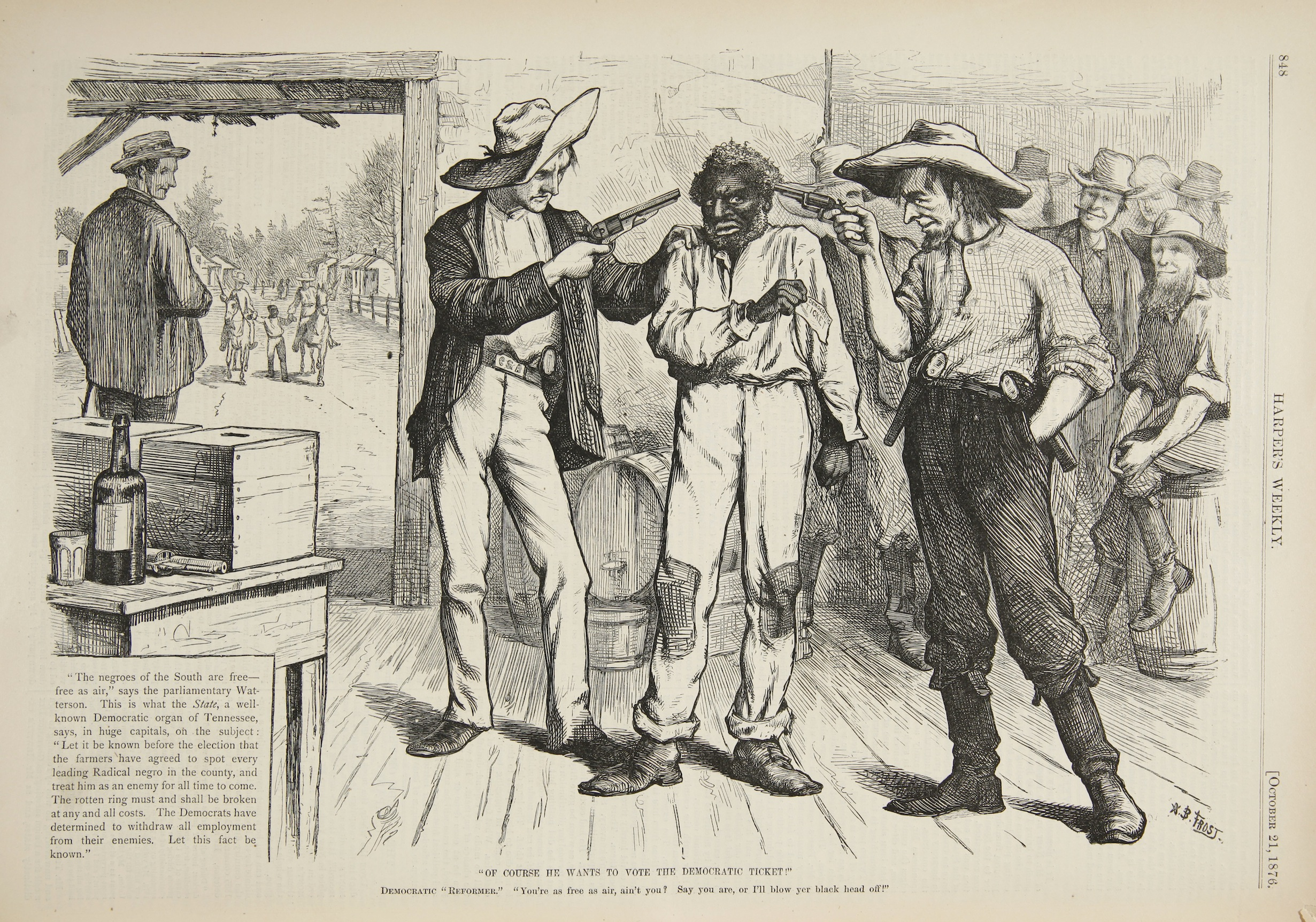
رسم كاريكاتوري عام 1876 يوضح معارضة حق الاقتراع للسود

عند تأسيس البلاد، اقتصر حق التصويت على "السادة أصحاب الملكية والمكانة" ؛ لم يكن لدى معظم السود ممتلكات كافية للتصويت. كانت إزالة متطلبات الملكية، من أجل منح حق التصويت للبيض الفقراء، تعني أن السود سيكونون قادرين على التصويت أيضًا، لذلك بدأ البحث عن وسائل أخرى لحرمانهم من حق التصويت. منحت الأفعال القانونية المبكرة، مثل قانون التجنس لعام 1790، الجنسية المتجنس "للشخص الأبيض الحر ... ذو الشخصية الجيدة"، وبالتالي استبعاد العبيد، والسود الأحرار، والأمريكيين الأصليين، والخدم بعقود، والآسيويين.   ومع ذلك، سُمح للولايات بمنح حقوق التصويت على مستوى الولاية. قبل الحرب الأهلية، كان للسود الأحرار حق الاقتراع في نيويورك ونيوجيرسي وبنسلفانيا . ومع ذلك، تم إلغاء حق التصويت في نيو جيرسي (1807)  وبنسلفانيا (1838).  فرض دستور ولاية نيويورك لعام 1821 شرط ملكية ممتلكات ثقيلة على الناخبين السود (فقط)، مما أدى في الواقع إلى حرمان جميعهم تقريبًا من حق التصويت.
خلال هذا الوقت، سعى دعاة إلغاء العبودية إلى إنهاء العبودية، ونمت الدعوة إلى التصويت. نص قرار دريد سكوت لعام 1857 على أن الأشخاص من أصل أفريقي ليسوا مواطنين أمريكيين. وبدلاً من تسوية القضية، كما كان يأمل الرئيس بوكانان، فقد أثارت الغضب وكانت عنصرًا رئيسيًا من بين أسباب الحرب الأهلية .
بعد الحرب الأهلية، أعطى التعديل الخامس عشر حق التصويت لجميع الذكور، لكن من الناحية العملية، ما زال السود يواجهون عقبات. بعض "الرموز السوداء" التي تم تمريرها بعد فترة وجيزة من الإلغاء القانوني للعبودية منعت بشكل صريح السود من التصويت. زادت قوانين الإنفاذ العقوبات الفيدرالية على تخويف الناخبين، لا سيما من قبل الجماعات الإرهابية البيضاء مثل كو كلوكس كلان.
غالبًا ما قوبل السود الذين يسعون للحصول على حق الاقتراع بالعنف والحرمان من حق التصويت بعد انتهاء عصر إعادة الإعمار ولم تعد هناك قوات فيدرالية تفرض حقوق الزنوج في ولايات الكونفدرالية السابقة. وقعت مذبحة كولفاكس عام 1873 عندما حارب السكان المحليون البيض مع السود والقوات الفيدرالية على تصويت السود في جرانت باريش، لويزيانا . في الولايات المتحدة ضد كروكشانك (1876)، أبطلت المحكمة العليا الأمريكية بعض قوانين الإنفاذ، وحكمت بأن الحكومة الفيدرالية لا يمكنها التدخل إلا لمنع التمييز من قبل الجهات الحكومية . في الولايات المتحدة ضد. ريس (1876)، أيدت المحكمة متطلبات التصويت، مثل اختبارات معرفة القراءة والكتابة، والتي لا تميز صراحة على أساس العرق. قوانين جيم كرو التي تفرض الفصل العنصري القانوني على مستوى الولاية والمستوى المحلي في جنوب الولايات المتحدة  تم سنها في أواخر القرن التاسع عشر وأوائل القرن العشرين من قبل المجالس التشريعية للولاية التي يهيمن عليها الديمقراطيون لحرمان وإزالة المكاسب السياسية والاقتصادية التي حققها السود خلال عصر إعادة الإعمار. 
عمل السود باستمرار من أجل التغلب على هذه الحواجز . شكلت مجموعة من النشطاء السود حركة نياجرا في عام 1905، ووبخوا تسوية اتلانتا لعام 1895 لبوكر تي.واشنطن وأصدروا إعلانًا يطالب بالاقتراع العام للذكور . من حركة نياجرا جاءت الجمعية الوطنية لتقدم الملونين، التي تشكلت في عام 1910، والتي سعت إلى حقوق التصويت في الغالب من خلال المحاكم. في غوين ضد. الولايات المتحدة (1915)، ألغت المحكمة العليا شرط الجد الذي يعفي وظيفيًا الأشخاص البيض فقط من اختبارات معرفة القراءة والكتابة. 

## حركة حق المرأة السوداء في الاقتراع

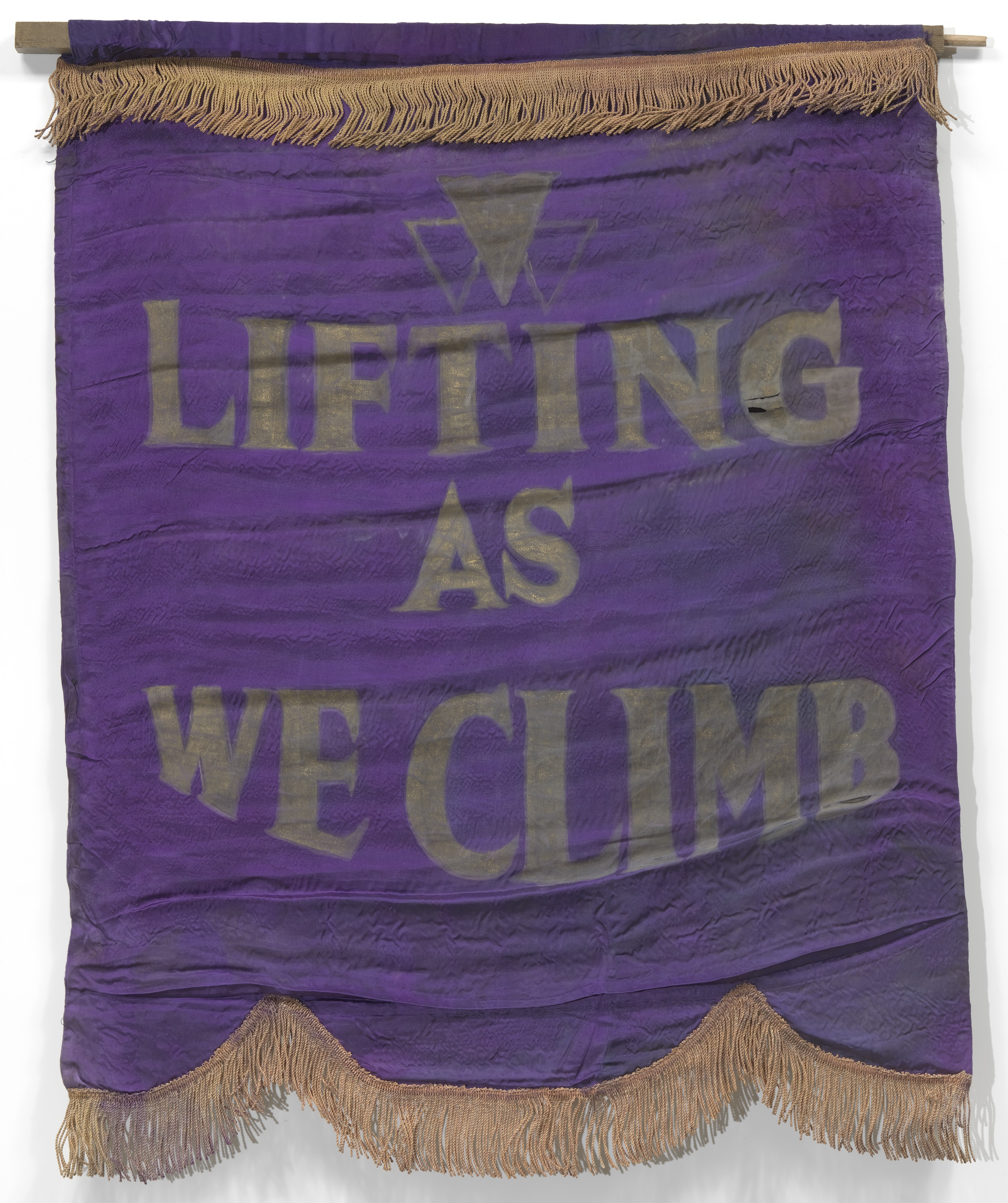
لافتة تحمل شعار الرابطة الوطنية للأندية النسائية الملونة. مجموعة من متحف سميثسونيان الوطني للتاريخ والثقافة الأمريكية الأفريقية

بدأت النساء السود العمل من أجل الحقوق السياسية في ثلاثينيات القرن التاسع عشر في نيويورك وفيلادلفيا.  طوال القرن التاسع عشر، عملت النساء السود مثل هارييت فورتن بورفيس، ماري آن شاد كاري، وفرانسيس إلين واتكينز هاربر على الحقوق المدنية للسود، مثل الحق في التصويت. كان على النساء السود النضال من أجل المساواة العرقية، وكذلك حقوق المرأة. غالبًا ما تم تهميشهم بسبب عرقهم وجنسهم.  أدى ذلك إلى إنشاء مجموعات مثل الرابطة الوطنية للنساء الملونات . اكتسبت النساء السود الحق القانوني في التصويت مع مرور التعديل التاسع عشر لدستور الولايات المتحدة في عام 1920. مع فوز النساء في التصويت، وإقرار قانون الحقوق المدنية، أصبحت النساء السود كتلة تصويت قوية. 
حتى مع التصديق على التعديل، تم منع النساء السود من التصويت باستخدام العنف والترهيب. احتجت النساء السود على هذا بعدة طرق. سار بعض النساء مثل إنديانا ليتل إلى مكتب تسجيل التصويت المحلي وطالبن بحقهن في التصويت. 

## أنظر أيضا
- 1869 اتفاقية مينيسوتا المواطنين الملونين
- ورقة الاقتراع أو الرصاصة
- القومية السوداء
- اقتراح المساواة العرقية، 1919
- ماري تشيرش تيريل
- الاقتراع العام
- حق المرأة في التصويت في الولايات المتحدة
- الحرمان بعد عصر إعادة الإعمار

## روابط خارجية
- "How the Suffrage Movement Betrayed Black Women". مؤرشف من الأصل في 2023-10-21.
- "How Black Suffragists Fought for the Right to Vote and a Modicum of Respect". مؤرشف من الأصل في 2023-05-07. {{استشهاد بدورية محكمة}}: الاستشهاد بدورية محكمة يطلب |دورية محكمة= (مساعدة)
- "Votes for Women means Votes for Black Women". مؤرشف من الأصل في 2023-08-01.
- "Weekend Read: Challenging the whitewashed history of women's suffrage". مؤرشف من الأصل في 2023-10-21.
- "The 19th Amendment Only Really Helped White Women". 16 أغسطس 2019. مؤرشف من الأصل في 2023-10-21.